# Eredivisie (2012/2013)
Sezon 2012/2013 był pięćdziesiątym siódmym sezonem Eredivisie od czasu ich ustanowienia w 1955 roku, która wyłoniła mistrza Holandii - AFC Ajax, który tym samym obronił zdobyty rok wcześniej tytuł. Sezon oficjalnie rozpoczął się 10 sierpnia 2012 roku, a zakończył 26 maja barażami o puchary europejskie (wygranymi przez FC Utrecht) i barażami o utrzymanie. Do niższej ligi spadły zespoły VVV Venlo i Willem II.

## Stadiony
| Klub            | Miasto     | Stadion                  | Pojemność |
| --------------- | ---------- | ------------------------ | --------- |
| ADO Den Haag    | Haga       | Den Haag Stadion         | 15,000    |
| AFC Ajax        | Amsterdam  | Amsterdam ArenA          | 52,342    |
| AZ Alkmaar      | Alkmaar    | AFAS Stadion             | 17,150    |
| Feyenoord       | Rotterdam  | Feyenoord Stadion        | 51,137    |
| FC Groningen    | Groningen  | Euroborg                 | 22,329    |
| Heerenveen      | Heerenveen | Abe Lenstra Stadion      | 26,800    |
| Heracles Almelo | Almelo     | Polman Stadion           | 8,500     |
| NAC Breda       | Breda      | Rat Verlegh Stadion      | 19,000    |
| NEC Nijmegen    | Nijmegen   | Stadion de Goffert       | 12,470    |
| PSV Eindhoven   | Eindhoven  | Philips Stadion          | 35,119    |
| PEC             | Zwolle     | IJsseldeltastadion       | 6,865     |
| RKC             | Waalwijk   | Mandemakers Stadion      | 7,500     |
| Roda JC         | Kerkrade   | Parkstad Limburg Stadion | 19,979    |
| FC Twente       | Enschede   | Grolsch Veste            | 24,244    |
| FC Utrecht      | Utrecht    | Stadion Galgenwaard      | 24,426    |
| Vitesse         | Arnhem     | GelreDome                | 26,600    |
| VVV-Venlo       | Venlo      | De Koel                  | 7,950     |
| Willem II       | Tilburg    | Willem II Stadion        | 14,637    |

## Tabela
| Lp. | Drużyna       | M  | Z  | R  | P  | Bramki | Bramki | Różn. | Pkt | Uwagi                                              |
| --- | ------------- | -- | -- | -- | -- | ------ | ------ | ----- | --- | -------------------------------------------------- |
| 1   | Ajax          | 34 | 22 | 10 | 2  | 83     | 31     | +52   | 76  | Liga Mistrzów UEFA • Faza grupowa                  |
| 2   | PSV Eindhoven | 34 | 22 | 3  | 9  | 103    | 43     | +60   | 69  | Liga Mistrzów UEFA • III runda kwalifikacyjna      |
| 3   | Feyenoord     | 34 | 21 | 6  | 7  | 64     | 38     | +26   | 69  | Liga Europy UEFA • Runda play-off                  |
| 4   | Vitesse       | 34 | 19 | 7  | 8  | 68     | 42     | +26   | 64  | Liga Europy UEFA • III runda kwalifikacyjna        |
| 5   | Utrecht       | 34 | 19 | 6  | 9  | 55     | 41     | +14   | 63  | Kwalifikacja do Baraże o udział w rozgrywkach UEFA |
| 6   | Twente        | 34 | 17 | 11 | 6  | 60     | 33     | +27   | 62  | Kwalifikacja do Baraże o udział w rozgrywkach UEFA |
| 7   | Groningen     | 34 | 12 | 7  | 15 | 36     | 53     | −17   | 43  | Kwalifikacja do Baraże o udział w rozgrywkach UEFA |
| 8   | Heerenveen    | 34 | 11 | 9  | 14 | 50     | 63     | −13   | 42  | Kwalifikacja do Baraże o udział w rozgrywkach UEFA |
| 9   | ADO Den Haag  | 34 | 9  | 13 | 12 | 49     | 63     | −14   | 40  |                                                    |
| 10  | AZ Alkmaar    | 34 | 10 | 9  | 15 | 56     | 54     | +2    | 39  | Liga Europy UEFA • Runda play-off1                 |
| 11  | PEC Zwolle    | 34 | 10 | 9  | 15 | 42     | 55     | −13   | 39  |                                                    |
| 12  | Heracles      | 34 | 9  | 11 | 14 | 58     | 71     | −13   | 38  |                                                    |
| 13  | NAC Breda     | 34 | 10 | 7  | 17 | 40     | 56     | −16   | 37  |                                                    |
| 14  | RKC Waalwijk  | 34 | 9  | 10 | 15 | 39     | 48     | −9    | 37  |                                                    |
| 15  | NEC           | 34 | 10 | 7  | 17 | 44     | 66     | −22   | 37  |                                                    |
| 16  | Roda JC       | 34 | 7  | 12 | 15 | 51     | 69     | −18   | 33  | Kwalifikacja do Baraże o Eredivisie                |
| 17  | VVV-Venlo     | 34 | 6  | 10 | 18 | 33     | 62     | −29   | 28  | Kwalifikacja do Baraże o Eredivisie                |
| 18  | Willem II     | 34 | 5  | 8  | 21 | 33     | 76     | −43   | 23  | Spadek do Eerste divisie                           |

### Strzelcy
| Miejsce | Zawodnik           | Klub       | Bramki |
| ------- | ------------------ | ---------- | ------ |
| 1       | Wilfried Bony      | Vitesse    | 31     |
| 2       | Graziano Pelle     | Feyenoord  | 27     |
| 3       | Alfreð Finnbogason | Heerenveen | 24     |
| 4       | Jozy Altidore      | AZ Alkmaar | 23     |
| 5       | Sanharib Malki     | Roda       | 17     |

### Kartkowicze
| Miejsce | Zawodnik          | Klub          | Yellow card | Red card |
| ------- | ----------------- | ------------- | ----------- | -------- |
| 1       | Joey van der Berg | Zwolle        | 7           | 3        |
| 2       | Thomas Bruns      | Heracles      | 8           | 2        |
| 3       | Anouar Kali       | FC Utrecht    | 7           | 2        |
| 4       | Mark van Bommel   | PSV Eindhoven | 10          | 1        |
| 4       | Danny Holla       | ADO Den Haag  | 10          | 1        |
| 6       | Dave Bulthuis     | FC Utrecht    | 6           | 2        |
| 6       | Jordens Peters    | NEC Nijmegen  | 6           | 2        |